# John McNally
Pour les articles homonymes, voir McNally.
John McNally est un boxeur irlandais né le 3 novembre 1932 à Belfast en Irlande du Nord et mort dans la même ville le 4 avril 2022.

## Biographie
Il remporte la médaille d'argent olympique des poids coqs aux Jeux d'Helsinki en 1952 en étant battu en finale par le finlandais Pentti Hamalainen.